# Parathesis macronema
Parathesis macronema là một loài thực vật có hoa trong họ Anh thảo. Loài này được Bullock mô tả khoa học đầu tiên năm 1939.